# Louis-Savinien Dupuis
Služebník Boží Louis-Savinien Dupuis, MEP (18. srpna 1806 Sens – 4. června 1874 Puduččéri) byl francouzský římskokatolický kněz. Působil jako misionář ve Francouzské Indii, kde založil ženskou františkánskou kongregaci Neposkvrněného srdce Panny Marie.

## Život
Louis se narodil jako druhý syn rodičům Edme-Louisovi Dupoisovi a jeho ženě Victorii, rozené Rémy v Sens v ulici Tambour-d´Argent. Vystudoval u jezuitů. Na kněze byl vysvěcen 25. dubna 1829 biskupem Dupontem v Sens. Dne 25. května 1831 vstoupil do Společenství zahraničních misií v Paříži (MEP). Byl vyslán do tehdejší Francouzské Indie, kde působil jako kněz-misionář. Působil ve městě Puduččéri, kde založil ženskou řeholní kongregaci Neposkvrněného srdce Panny Marie, která působí dodnes (v Indii, Německu a Itálii a čítá přibližně 500 sester v 52 klášterech).

## Kanonizační proces
V roce 2015 oznámil senský arcibiskup Mons. Hervé Giraud začátek kanonizačního procesu. Udělení titulu Služebník Boží, jakožto prvního stupně kanonizačního procesu proběhlo v roce 2016. Proces stále pokračuje (2023).

## Galerie

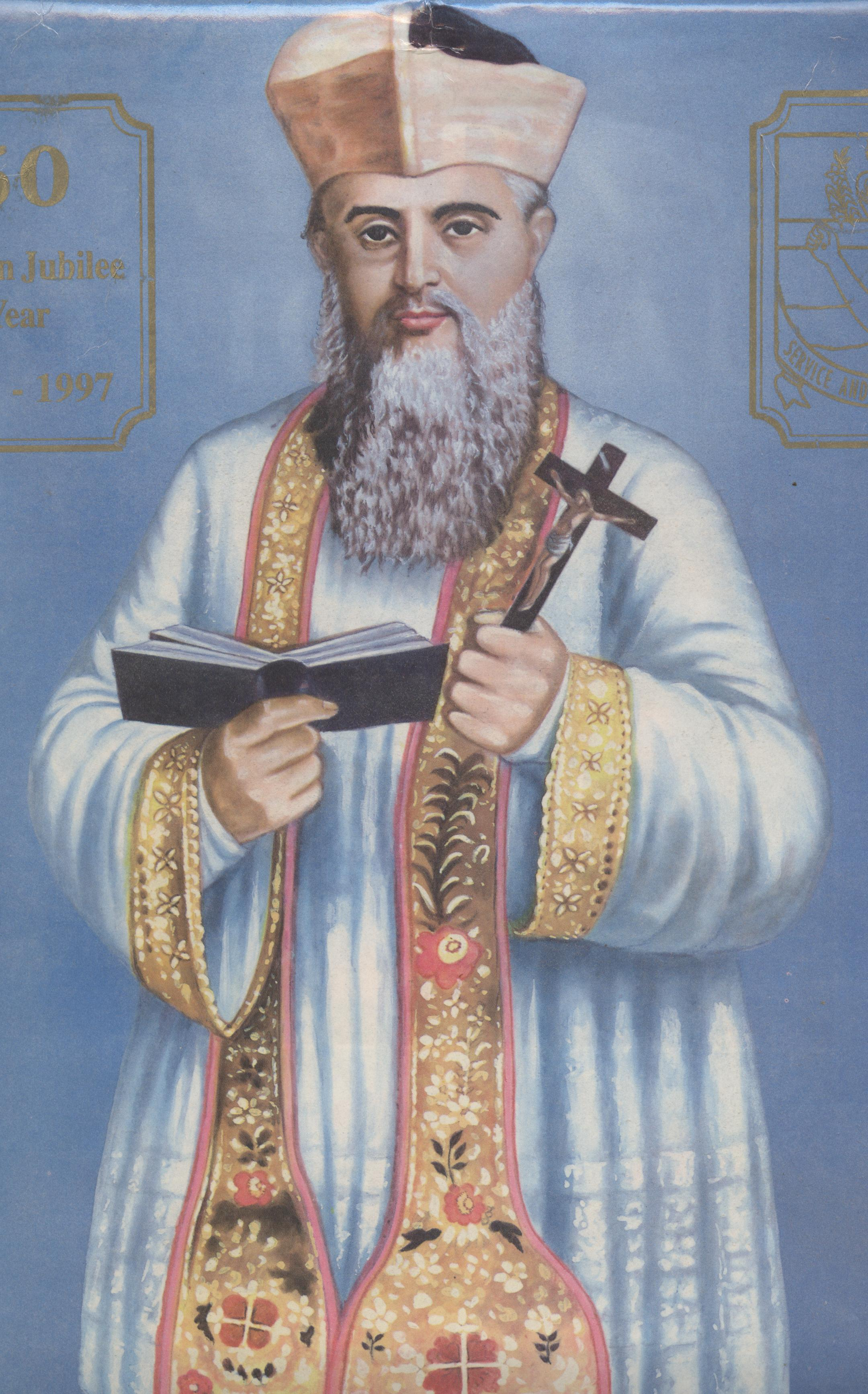
Louis-Savinien Dupuis, votivní obraz
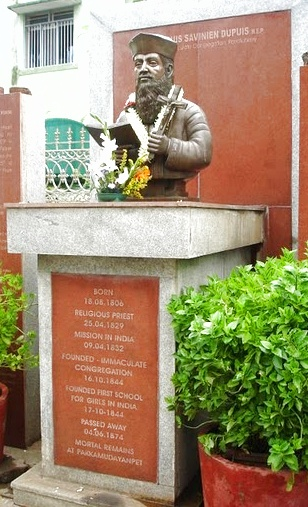
Socha otce Dupuise v Puduččéri